# Evas superkoll
Evas superkoll är en serie program för barn där Eva Funck ger sig ut och förklarar olika företeelser i det dagliga livet och i samhället. Serien sändes mellan 2007 och 2008.

## Avsnitt i säsong 1
1. Skrock
2. Lucia
3. Röda stugor
4. Jul
5. Jeans
6. Bokstäver
7. Dop och namngivningskalas
8. Ordspråk
9. Halloween
10. Slang & svärord
11. Meter
12. Tack och prosit
13. Jättar och troll
14. Dukning och bordsskick
15. Namns- och födelsedagar
16. Bellman
17. Ordhistoria
18. Spöken och döden
19. Svenska flaggan
20. Midsommar

## Avsnitt i säsong 2
1. Polisen
2. SOS Alarm
3. Demokrati
4. Akutrum
5. Sverige
6. Domstolar
7. Aktiebolag
8. Brandstationen
9. Skatt
10. Försvaret
11. Naturvårdsverket
12. Kungen
13. Nyheter
14. Begravningar
15. MSB
16. Barnkonventionen

## Avsnitt i säsong 3
1. Konst
2. Design
3. Opera
4. Installationer
5. Arkitektur
6. Klassisk balett
7. Litteratur
8. Skulpturer ute
9. Klassisk musik
10. Teater